# Goszczanów (gmina)
Goszczanów, gmina wiejska w województwie łódzkim, w powiecie sieradzkim. W latach 1975–1998 gmina położona była w województwie sieradzkim.
Siedziba gminy to Goszczanów.
Według danych z 30 czerwca 2004 gminę zamieszkiwało 6000 osób. Natomiast według osób z 31 grudnia 2017 roku gminę zamieszkiwało 5516 osób.

## Struktura powierzchni
Według danych z roku 2002 gmina Goszczanów ma obszar 123,01 km², w tym:
- użytki rolne: 86%
- użytki leśne: 6%

Gmina stanowi 8,25% powierzchni powiatu.

## Demografia

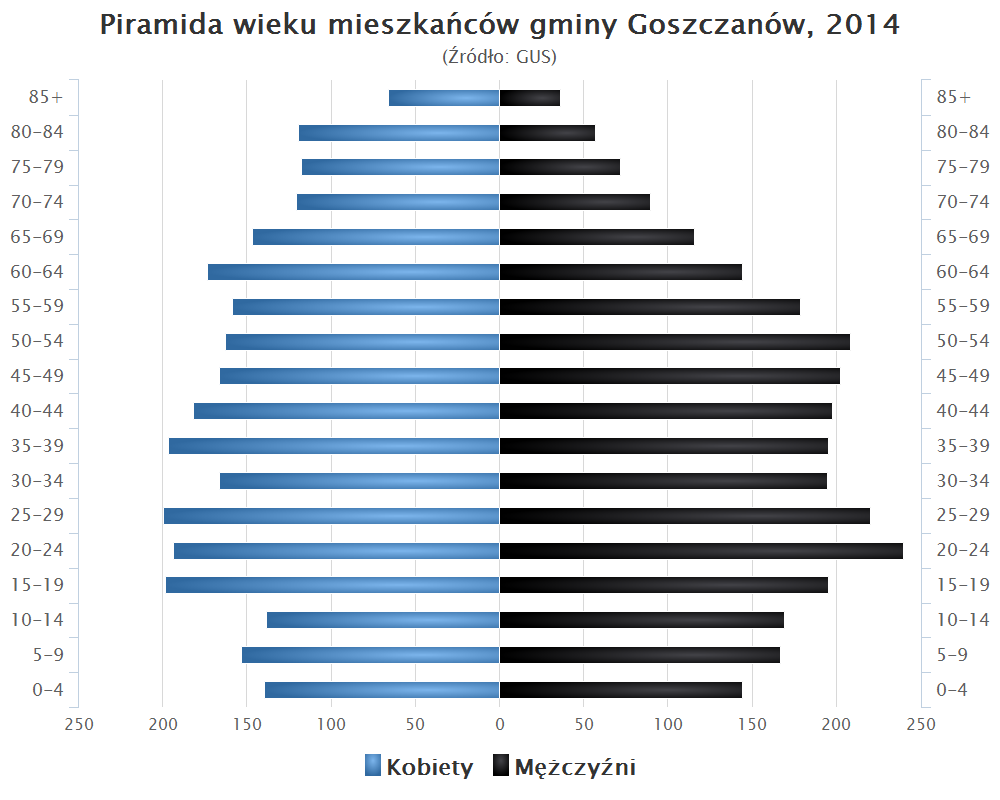
Piramida wieku mieszkańców gminy Goszczanów w 2014 roku

Dane z 30 czerwca 2004:
| Opis                              | Ogółem | Ogółem | Kobiety | Kobiety | Mężczyźni | Mężczyźni |
| --------------------------------- | ------ | ------ | ------- | ------- | --------- | --------- |
| jednostka                         | osób   | %      | osób    | %       | osób      | %         |
| populacja                         | 5852   | 100    | 2937    | 50,2    | 2915      | 49,8      |
| gęstość zaludnienia (mieszk./km²) | 47,6   | 47,6   | 23,9    | 23,9    | 23,7      | 23,7      |

## Miejscowości

### Sołectwa
Chlewo, Chwalęcice, Czerniaków, Gawłowice, Goszczanów, Karolina, Kaszew, Klonów, Lipicze Górne, Poniatów, Poniatówek, Poprężniki, Poradzew, Rzężawy, Sokołów, Stojanów, Strachanów, Sulmówek, Sulmów, Świnice Kaliskie, Wacławów, Waliszewice, Wilczków, Wilkszyce, Wola Tłomakowa, Wroniawy, Ziemięcin.

### Pozostałe miejscowości
Lipicze, Lipicze-Olendry, Wójcinek.

## Sąsiednie gminy
Błaszki, Dobra, Kawęczyn, Koźminek, Lisków, Szczytniki, Warta